# La Parisienne (Becque)
Pour les articles homonymes, voir La Parisienne.
La Parisienne est une comédie en trois actes du dramaturge français Henry Becque, créée le 7 février 1885 au théâtre de la Renaissance à Paris. C'est aussi sa dernière pièce.
En 1895, Becque ajouta un quatrième acte à la pièce, mais celle-ci ne fut pas montée dans cette configuration avant 2003[réf. nécessaire].

## Analyse
La Parisienne est une femme superficielle, belle, intelligente et qui le sait. Elle est lasse d'un amant qui est également le meilleur ami de son époux, car elle a commencé une amourette avec le fils d'une de ses amies aristocrates qui tient salon. Grâce aux relations de cette amie et à son entregent, son mari obtient un beau poste au ministère. Ce nouvel amour ne durera pas et elle reprendra l'ancien. Finalement, on en revient à la situation de départ : un mari cocu qui ne le sait pas, qui trompe lui-même son épouse avec la meilleure amie de celle-ci (qui le sait et ne lui en tient pas du tout rigueur, au contraire), et un amant jaloux qui lui procure des plaisirs charnels. Cette pièce a de ce point de vue un côté féministe car la Parisienne revendique une liberté sexuelle sans regret ni remords.